# Малая Митридатская лестница
Малая Митридатская лестница расположена на северо-восточном склоне горы Митридат в Керчи, севернее Большой Митридатской лестницы. Эта достопримечательность построена в 1866 году и имеет характерно выраженные черты классицизма. Лестница расположена на оси улицы Володи Дубинина, также к ней можно попасть с двух улиц, которые она соединяет: Театральная улица и улица 23 мая 1919 года.
Является объектом культурного наследия федерального значения.

## История строительства и архитектура
Другое название сооружения — Константиновская Митридатская лестница, поскольку средства на их строительство были выделены купцом Константиновым. Об этом свидетельствует памятная доска, установленная на фронтальной стенке лестницы, сделанная из цельного куска белого мрамора. На ней на русском и греческом языке указано, что лестница построена в 1866 году на пожертвования сына Керченского купца первой гильдии Алексея Константинова.
Нижняя часть лестницы, что расположена по Театральной улице, имеет Т-образную форму и пять осевых маршей (частей), симметрично подчеркивают композицию невысокие подпорные стены, сделанные из добытого в месторождении керченского ракушечника.
В 1989 году Малую Митридатскую лестницу отреставрировали.
В связи с заметным ухудшением состояния малой и большой Митридатских лестниц в 2018 году была начата их реконструкция, остановленная затем из-за грубых просчетов подрядчика. В августе 2019 года, после повторного проведения экспертизы проекта и заключения контракта с новой подрядной организацией, ремонтно-реставрационные работы возобновлены, а к концу 2020 года — завершены.

## Использованные источники
1. Подготовлено по материалам: Культурное наследие Крыма. — Симферополь: изд-во Н. Ореанда, 2011. — 137 с.